# Близнюки в шаховій композиції
Близнюки́ в ша́ховій компози́ції — задачі й етюди, початкові позиції яких мінімально відрізняються один від одного, але мають зовсім різні розв'язки.

## Історія
Близнюки в шаховій композиції виникли разом з шаховою композицією. Найчастіше близнюки використовуються в кооперативному жанрі для вираження складних задумів. Є ідеальні близнюки і неідеальні. Існує ряд близнюків, які мають назву — близнюки Залокоцького, близнюки Ігмана, польські близнюки, близнюки Салазара, близнюки Фезера, Близнюки Фіхтнера, близнюки Форсберга. В шаховій тематиці сукупність близнюків може утворювати тему — наприклад тема стриптизу.

### Ідеальні близнюки
Утворення ідеальних близнюків вирізняється за однією з ознак (способів):
- перестановкою однієї фігури;
- доставленням або зняттям однієї фігури;
- заміною типу однієї фігури, або кольору однієї фігури чи всіх фігур;
- одночасним зсувом всіх фігур;
- поворотом дошки;
- зміною завдання;
- виконання однакового або різного завдання обома сторонами;
- виконання того ж або нового завдання в процесі рішення початкової позиції.

### Неідеальні близнюки
Неідеальні близнюки в порівнянні з ідеальними мають меншу цінність і при утворенні вирізняються за такими ознаками:
- перестановкою місцями двох фігур;
- перестановкою фігури на поле, яке зайняте іншою;
- заміною типу кількох або всіх фігур;
- заміною кольору кількох (не всіх) фігур;
- утворення близнюків із зеро-позиції;
- послідовні близнюки;
- наявність при утворенні близнюка одночасно кількох ознак ідеального близнюка.